# Данковский район
Данко́вский райо́н — административно-территориальная единица (район) и муниципальное образование (муниципальный район) на севере Липецкой области России.
Административный центр — город Данков (1568), расположен в 86 километрах от города Липецка на берегах реки Дон.

## География
Данковский район расположен в северной части Липецкой области на площади 189 485 гектаров.
Граничит с Тульской (Куркинский и Ефремовский районы) и Рязанской (Милославский район) областями, Лебедянским, Лев-Толстовским районами Липецкой области.
Данковский район богат разными видами доломита (строительный, металлургический). В районе добывается строительный песок, имеются залежи суглинков керамзитовых.
Реки: 
Река Дон с притоками
- Вязовня
- Ручей Дубочки
- Река Круглянка
- Ручей Репец
- Река Золотуха
- Река Перехвалка
- Река Паники
- Река Ягодная

Река Птань с притоками
- река Хамелинка
- ручей Юрец
- река Замарайка

## История
Данковский уезд входил в состав Рязанской губернии.
Район образован 30 июля 1928 года в составе Центрально-Чернозёмной области (ЦЧО) (до 1930 входил в Козловский округ).
1 ноября 1932 года из Данковского района в Ефремовский район Тульской области были переданы Дубровский, Козьинский, Лавровский, Октябрьский, Ступинский, Хомяковский и Шиловский сельсоветы.
После разделения ЦЧО 31 декабря 1934 года вошёл в состав Воронежской, а 26 сентября 1937 года — во вновь образованную Рязанскую область.
После образования 6 января 1954 года Липецкой области включён в её состав. 19 ноября 1959 года в состав Данковского района была включена территория упразднённых Берёзовского района. В 1963 году в состав района включена большая часть упразднённого Воскресенского района.
2 июля 2004 года законом Липецкой области № 114-ОЗ в районе были образованы 1 городское поселение (Данков) и 22 сельских поселений (сельсоветов).
18 августа 2011 года законом Липецкой области № 536-ОЗ были упразднены Авдуловский, Барятинский, Долговский, Ивановский, Одоевский, Плаховский, Телепневский, Хрущевский сельсоветы.
30 июня 2022 года стал районом побратимом Малоритского района Брестской области.

## Официальные символы района
Герб Данковского района утверждён решением Данковского районного Совета депутатов от 25 марта 2005 года, № 209.
Флаг Данковского района утверждён решением Данковского районного Совета депутатов Липецкой области от 25 марта 2005 года, № 210.

## Население
| 1939    | 1959    | 1970    | 1979    | 1989    | 2002    | 2009    | 2010    |
| ------- | ------- | ------- | ------- | ------- | ------- | ------- | ------- |
| 31 298  | ↗42 572 | ↘32 210 | ↘23 389 | ↘19 040 | ↗40 766 | ↘36 833 | ↘35 468 |
| 2011    | 2012    | 2013    | 2014    | 2015    | 2016    | 2017    | 2018    |
| ↘35 271 | ↘34 459 | ↘33 554 | ↘32 891 | ↘32 176 | ↘31 665 | ↘31 566 | ↘31 296 |
| 2021    |         |         |         |         |         |         |         |
| ↗33 271 |         |         |         |         |         |         |         |

### Урбанизация
В городских условиях (город Данков) проживают 59,29 % населения района.

### Национальный состав
По итогам переписи населения 2020 года проживали следующие национальности (национальности менее 0,1 % и другое, см. в сноске к строке «Другие»):
| Национальность | Численность, чел. | Доля     |
| -------------- | ----------------- | -------- |
| Русские        | 31 955            | 96,04 %  |
| Азербайджанцы  | 145               | 0,44 %   |
| Украинцы       | 104               | 0,31 %   |
| Лезгины        | 82                | 0,25 %   |
| Армяне         | 63                | 0,19 %   |
| Другие         | 922               | 2,77 %   |
| Итого          | 33 271            | 100,00 % |

## Административно-муниципальное устройство
Данковский район, в рамках административно-территориального устройства области, включает 15 административно-территориальных единиц, в том числе 1 город районного значения и 14 сельсоветов.
Данковский муниципальный район, в рамках организации местного самоуправления, включает 15 муниципальных образований, в том числе 1 городское и 14 сельских поселений:
| №        | Муниципальное образование     | Административный центр   | Количество населённых пунктов | Население, чел. | Площадь, км² |
| -------- | ----------------------------- | ------------------------ | ----------------------------- | --------------- | ------------ |
| 1e-06    | Городское поселение:          |                          |                               |                 |              |
| 1        | город Данков                  | город Данков             | 1                             | ↗19 726         | 23,98        |
| 1.000002 | Сельские поселения:           |                          |                               |                 |              |
| 2        | Баловнёвский сельсовет        | село Баловнёво           | 14                            | ↗1647           | 221,97       |
| 3        | Берёзовский сельсовет         | село Берёзовка           | 12                            | ↗1469           | 150,30       |
| 4        | Бигильдинский сельсовет       | село Бигильдино          | 13                            | ↗1538           | 215,49       |
| 5        | Воскресенский сельсовет       | село Воскресенское       | 29                            | ↗1326           | 264,94       |
| 6        | Кудрявщинский сельсовет       | село Кудрявщино          | 7                             | ↘573            | 83,20        |
| 7        | Малинковский сельсовет        | ж.д. станция Политово    | 8                             | ↗696            | 94,55        |
| 8        | Новоникольский сельсовет      | село Новоникольское      | 3                             | ↗1135           | 104,48       |
| 9        | Октябрьский сельсовет         | село Воскресенское       | 7                             | ↘587            | 73,37        |
| 10       | Перехвальский сельсовет       | село Перехваль           | 7                             | ↗510            | 57,54        |
| 11       | Полибинский сельсовет         | село Полибино            | 8                             | ↘264            | 82,70        |
| 12       | Спешнево-Ивановский сельсовет | село Спешнево-Ивановское | 28                            | ↗2105           | 245,91       |
| 13       | Тёпловский сельсовет          | село Тёплое              | 3                             | ↘614            | 86,14        |
| 14       | Требунский сельсовет          | село Требунки            | 2                             | ↗556            | 83,50        |
| 15       | Ягодновский сельсовет         | село Ягодное             | 7                             | ↗525            | 106,78       |

### Населённые пункты
В Данковском районе 149 населённых пунктов.
| №   | Населённый пункт      | Тип          | Население | Муниципальное образование     |
| --- | --------------------- | ------------ | --------- | ----------------------------- |
| 1   | Авдулово              | село         | 150       | Воскресенский сельсовет       |
| 2   | Александровка         | деревня      | 21        | Берёзовский сельсовет         |
| 3   | Алексеевка            | деревня      | 23        | Воскресенский сельсовет       |
| 4   | Алексеевские Выселки  | деревня      | 3         | Баловнёвский сельсовет        |
| 5   | Алексеевский          | посёлок      | 1         | Воскресенский сельсовет       |
| 6   | Апраксино             | деревня      | 2         | Спешнево-Ивановский сельсовет |
| 7   | Арсёновка             | деревня      | 1         | Ягодновский сельсовет         |
| 8   | Ашанино               | деревня      | 1         | Бигильдинский сельсовет       |
| 9   | Баловинки             | деревня      | 83        | Берёзовский сельсовет         |
| 10  | Баловнёво             | село         | ↗637      | Баловнёвский сельсовет        |
| 11  | Барановка             | деревня      | ↘43       | Баловнёвский сельсовет        |
| 12  | Барятино              | село         | ↘425      | Спешнево-Ивановский сельсовет |
| 13  | Бегичево              | деревня      | ↘11       | Полибинский сельсовет         |
| 14  | Берёзовка             | село         | ↘693      | Берёзовский сельсовет         |
| 15  | Березовые Выселки     | деревня      | 10        | Малинковский сельсовет        |
| 16  | Бибиково              | деревня      | 12        | Кудрявщинский сельсовет       |
| 17  | Бигильдино            | село         | ↘943      | Бигильдинский сельсовет       |
| 18  | Бревенное             | село         | 76        | Спешнево-Ивановский сельсовет |
| 19  | Брусы                 | деревня      | 1         | Баловнёвский сельсовет        |
| 20  | Верхняя Павловка      | деревня      | ↘24       | Полибинский сельсовет         |
| 21  | Вислая                | деревня      | ↘68       | Спешнево-Ивановский сельсовет |
| 22  | Вихровка              | деревня      | 25        | Бигильдинский сельсовет       |
| 23  | Воскресенское         | село         | ↘672      | Воскресенский сельсовет       |
| 24  | Воскресенское         | село         | ↗479      | Октябрьский сельсовет         |
| 25  | Восток                | посёлок      | 5         | Бигильдинский сельсовет       |
| 26  | Вязовёнка             | деревня      | 0         | Берёзовский сельсовет         |
| 27  | Гагарино              | село         | ↘23       | Ягодновский сельсовет         |
| 28  | Головинщино           | село         | ↘4        | Спешнево-Ивановский сельсовет |
| 29  | Городки               | деревня      | ↘131      | Спешнево-Ивановский сельсовет |
| 30  | Греково               | село         | 8         | Воскресенский сельсовет       |
| 31  | Гугуевка              | деревня      | 106       | Кудрявщинский сельсовет       |
| 32  | Гудино                | деревня      | 11        | Воскресенский сельсовет       |
| 33  | Гусевка               | деревня      | 44        | Воскресенский сельсовет       |
| 34  | Данков                | город        | ↗19 726   | город Данков                  |
| 35  | Долгое                | село         | ↘416      | Бигильдинский сельсовет       |
| 36  | Долгое                | село         | 90        | Воскресенский сельсовет       |
| 37  | Дубки                 | село         | ↘24       | Полибинский сельсовет         |
| 38  | Еропкино              | село         | ↘165      | Кудрявщинский сельсовет       |
| 39  | Жуково                | деревня      | ↘12       | Спешнево-Ивановский сельсовет |
| 40  | Заполянский           | посёлок      | ↘1        | Бигильдинский сельсовет       |
| 41  | Зашево                | деревня      | ↘69       | Баловнёвский сельсовет        |
| 42  | Зашевские Выселки     | деревня      | 5         | Перехвальский сельсовет       |
| 43  | Зверево               | село         | ↘80       | Баловнёвский сельсовет        |
| 44  | Знаменка              | деревня      | 51        | Воскресенский сельсовет       |
| 45  | Знаменская            | деревня      | 18        | Баловнёвский сельсовет        |
| 46  | Зубовский             | посёлок      | 0         | Берёзовский сельсовет         |
| 47  | Ивановка              | село         | ↘111      | Берёзовский сельсовет         |
| 48  | Избищи                | село         | ↘214      | Ягодновский сельсовет         |
| 49  | Измайловка            | деревня      | ↘81       | Спешнево-Ивановский сельсовет |
| 50  | Ильинка               | деревня      | 4         | Спешнево-Ивановский сельсовет |
| 51  | Инихово               | деревня      | 40        | Спешнево-Ивановский сельсовет |
| 52  | Исленьево             | деревня      | 0         | Берёзовский сельсовет         |
| 53  | Каменка               | деревня      | 257       | Ягодновский сельсовет         |
| 54  | Камынино              | деревня      | 5         | Воскресенский сельсовет       |
| 55  | Катараево             | деревня      | ↘9        | Полибинский сельсовет         |
| 56  | Кобяково              | деревня      | 0         | Тёпловский сельсовет          |
| 57  | Колодези              | село         | ↘265      | Берёзовский сельсовет         |
| 58  | Колодези              | деревня      | ↘16       | Бигильдинский сельсовет       |
| 59  | Красная Заря          | деревня      | 46        | Бигильдинский сельсовет       |
| 60  | Красное               | деревня      | 9         | Воскресенский сельсовет       |
| 61  | Красный Луч           | посёлок      | 3         | Перехвальский сельсовет       |
| 62  | Криволучье            | деревня      | 2         | Воскресенский сельсовет       |
| 63  | Круглое               | село         | ↘51       | Тёпловский сельсовет          |
| 64  | Крюковка              | деревня      | 2         | Берёзовский сельсовет         |
| 65  | Кудрявщино            | село         | ↘404      | Кудрявщинский сельсовет       |
| 66  | Кутуково              | деревня      | 1         | Перехвальский сельсовет       |
| 67  | Ларионовка            | деревня      | 21        | Баловнёвский сельсовет        |
| 68  | Левашовка             | деревня      | 0         | Воскресенский сельсовет       |
| 69  | Лобанки               | деревня      | 4         | Спешнево-Ивановский сельсовет |
| 70  | Лобачи                | деревня      | 14        | Кудрявщинский сельсовет       |
| 71  | Малинки               | село         | ↘204      | Малинковский сельсовет        |
| 72  | Маринки               | деревня      | 11        | Октябрьский сельсовет         |
| 73  | Масловка              | деревня      | 2         | Бигильдинский сельсовет       |
| 74  | Медведчино            | деревня      | 19        | Бигильдинский сельсовет       |
| 75  | Мирный                | посёлок      | 56        | Малинковский сельсовет        |
| 76  | Натальино             | деревня      | 12        | Спешнево-Ивановский сельсовет |
| 77  | Нелядино              | деревня      | ↘17       | Полибинский сельсовет         |
| 78  | Нижняя Павловка       | деревня      | 40        | Бигильдинский сельсовет       |
| 79  | Николаевка            | деревня      | 0         | Воскресенский сельсовет       |
| 80  | Никольское            | село         | ↘86       | Бигильдинский сельсовет       |
| 81  | Новая                 | деревня      | 14        | Берёзовский сельсовет         |
| 82  | Новики                | деревня      | 7         | Спешнево-Ивановский сельсовет |
| 83  | Новоникольское        | село         | ↘816      | Новоникольский сельсовет      |
| 84  | Новопетровский        | посёлок      | 0         | Спешнево-Ивановский сельсовет |
| 85  | Новотроицкое          | деревня      | 0         | Берёзовский сельсовет         |
| 86  | Огарево               | деревня      | 0         | Октябрьский сельсовет         |
| 87  | Одоевщино             | село         | ↘87       | Спешнево-Ивановский сельсовет |
| 88  | Ольгино               | деревня      | 12        | Спешнево-Ивановский сельсовет |
| 89  | Орловка               | село         | ↘50       | Воскресенский сельсовет       |
| 90  | Осиновые Прудки       | деревня      | 117       | Берёзовский сельсовет         |
| 91  | Павловка              | деревня      | 10        | Перехвальский сельсовет       |
| 92  | Пеньки                | деревня      | 0         | Октябрьский сельсовет         |
| 93  | Первовка              | деревня      | 35        | Воскресенский сельсовет       |
| 94  | Перехваль             | село         | ↘453      | Перехвальский сельсовет       |
| 95  | Перехвальские Выселки | деревня      | 81        | Перехвальский сельсовет       |
| 96  | Петровский            | посёлок      | 12        | Спешнево-Ивановский сельсовет |
| 97  | Петропавловка         | деревня      | 12        | Воскресенский сельсовет       |
| 98  | Писарево              | деревня      | 50        | Воскресенский сельсовет       |
| 99  | Плахово               | село         | 202       | Воскресенский сельсовет       |
| 100 | Плехотино             | деревня      | 0         | Баловнёвский сельсовет        |
| 101 | Плоский               | посёлок      | 45        | Малинковский сельсовет        |
| 102 | Плоское               | деревня      | 22        | Воскресенский сельсовет       |
| 103 | Подосинки             | деревня      | 51        | Воскресенский сельсовет       |
| 104 | Покровка              | деревня      | 22        | Воскресенский сельсовет       |
| 105 | Покровское            | село         | ↘29       | Малинковский сельсовет        |
| 106 | Полибино              | село         | ↘342      | Полибинский сельсовет         |
| 107 | Политово              | ж.д. станция | 299       | Малинковский сельсовет        |
| 108 | Пролетарский          | посёлок      | 34        | Спешнево-Ивановский сельсовет |
| 109 | Прудки                | деревня      | 0         | Воскресенский сельсовет       |
| 110 | Раевщино              | деревня      | 6         | Кудрявщинский сельсовет       |
| 111 | Реневка               | деревня      | 88        | Баловнёвский сельсовет        |
| 112 | Репцы                 | деревня      | 0         | Новоникольский сельсовет      |
| 113 | Рожки                 | деревня      | 2         | Спешнево-Ивановский сельсовет |
| 114 | Рыхотка               | деревня      | ↘148      | Октябрьский сельсовет         |
| 115 | Садовый               | посёлок      | 7         | Полибинский сельсовет         |
| 116 | Сазоновка             | деревня      | 15        | Ягодновский сельсовет         |
| 117 | Секирино              | деревня      | 43        | Баловнёвский сельсовет        |
| 118 | Секирино              | деревня      | 33        | Спешнево-Ивановский сельсовет |
| 119 | Скачиловка            | деревня      | 6         | Кудрявщинский сельсовет       |
| 120 | Скородное             | деревня      | 8         | Воскресенский сельсовет       |
| 121 | Слободка              | деревня      | 2         | Воскресенский сельсовет       |
| 122 | Соколовка             | деревня      | 1         | Воскресенский сельсовет       |
| 123 | Спешнево              | деревня      | 0         | Октябрьский сельсовет         |
| 124 | Спешнево-Ивановское   | село         | ↗729      | Спешнево-Ивановский сельсовет |
| 125 | Спешнево-Подлесное    | село         | ↘14       | Баловнёвский сельсовет        |
| 126 | Стребки               | деревня      | 2         | Воскресенский сельсовет       |
| 127 | Стрешнево             | село         | 0         | Бигильдинский сельсовет       |
| 128 | Ступино               | деревня      | 0         | Спешнево-Ивановский сельсовет |
| 129 | Сугробы               | село         | ↘122      | Новоникольский сельсовет      |
| 130 | Сутупово              | деревня      | ↗16       | Перехвальский сельсовет       |
| 131 | Телепнево             | село         | ↘200      | Баловнёвский сельсовет        |
| 132 | Тёплое                | село         | ↘716      | Тёпловский сельсовет          |
| 133 | Требунки              | село         | ↘492      | Требунский сельсовет          |
| 134 | Требунские Выселки    | деревня      | 2         | Малинковский сельсовет        |
| 135 | Тужилки               | деревня      | 55        | Спешнево-Ивановский сельсовет |
| 136 | Ушаковка              | деревня      | 5         | Воскресенский сельсовет       |
| 137 | Ханеевка              | деревня      | ↘10       | Ягодновский сельсовет         |
| 138 | Хвощевка              | деревня      | 49        | Спешнево-Ивановский сельсовет |
| 139 | Хитрово               | село         | ↘18       | Полибинский сельсовет         |
| 140 | Хитровские Прудки     | деревня      | 17        | Октябрьский сельсовет         |
| 141 | Хонино                | деревня      | 0         | Спешнево-Ивановский сельсовет |
| 142 | Хорошие Воды          | село         | 36        | Воскресенский сельсовет       |
| 143 | Хрущёвка              | деревня      | ↘7        | Спешнево-Ивановский сельсовет |
| 144 | Хрущёво-Подлесное     | село         | ↘414      | Баловнёвский сельсовет        |
| 145 | Щегловка              | деревня      | 99        | Малинковский сельсовет        |
| 146 | Ягодное               | село         | ↘107      | Ягодновский сельсовет         |
| 147 | Янушево               | посёлок      | ↗99       | Требунский сельсовет          |
| 148 | Ярославы              | село         | ↘309      | Спешнево-Ивановский сельсовет |
| 149 | Яхонтово              | село         | 52        | Спешнево-Ивановский сельсовет |

## Транспорт

Стела на трассе Р125

Территорию района пересекает региональная трасса Р126. Через населённые пункты ездит маршрутка до города Данкова, а также от Москвы можно добраться туда на автобусе, который едет по маршруту Москва-Липецк или Москва-Данков.

## Достопримечательности
- Ансамбль усадьбы Нечаевых-Мальцовых в селе Полибино. В усадьбе расположен классический дворец XVIII века, построенный по проекту русского архитектора В. И. Баженова, и обширный парк, спускающийся от дворца до берега Дона.
  - На территории усадьбы Нечаевых также расположено уникальное архитектурное сооружение — стальная ажурная башня инженера В. Г. Шухова, первая в мире гиперболоидная конструкция в виде сетчатой оболочки. Башня была представлена на Всероссийской промышленной выставке в Нижнем Новгороде 9 июня 1896 года, после чего её выкупил меценат Ю. С. Нечаев-Мальцов и установил в Полибино.
- Конь-камень (Синь-камень или Кудеяров камень) — по преданиям, это заколдованный окаменевшей конь Кудеяра.
- Вислый лес или Пушкинская роща у Данкова.
- Прощёный колодец в селе Перехваль.
- Донковское городище в урочище Стрешнево.
- Анин лес или разбойничье угодье.

## Русская православная церковь
Данков:
- Тихвинский собор
- Церковь Георгия Победоносца
- Церковь Димитрия Солунского (сейчас музей)
- Церковь Рождества Христова
- Церковь Иоанна Богослова

Район:
- Владимирская церковь в селе Баловнево.
- Храм Димитрия Солунского в селе Березовка.
- Церковь Георгия Победоносца в Требунках
- Церковь Богоявления Господня в Бигильдино
- Церковь Николая Чудотворца в Никольском
- Церковь Архангела Михаила в Долгом
- Церковь Казанской иконы Божией Матери в Стрешнево
- Церковь Спаса Преображения в Хитрово
- Церковь Воскресения Христова в Воскресенском
- Храм Иоанна Предтечи в Ивановке
- Церковь Казанской иконы Божией Матери в Европкино
- Церковь Архангела Михаила в Барятино
- Церковь Сошествия святого Духа в Головинщино
- Церковь Троицы Живоначальной в Малинках
- Церковь Воскресения Христова в Кудрявщино
- Церковь иконы Божией Матери Знамение в Спешнево-Ивановском
- Церковь Николая Чудотворца в Жуково
- Церковь Архангела Михаила в Ярославах
- Церковь Покрова Пресвятой Богородицы в Одоевщино
- Православный храм в Тёплом
- Церковь Вознесения Господня в Баловнево
- Церковь Покрова Пресвятой Богородицы в Орловке
- Церковь Рождества Христова в Круглом
- Православный храм в Воскресенском
- Церковь Георгия Победоносца в Долгом
- Церковь Покрова Пресвятой Богородицы в Телепнево
- Церковь Покрова Пресвятой Богородицы в Зверево
- Церковь Вознесения Господня в Скородном
- Церковь Спаса Нерукотворного Образа в Хрущёво-Подлесном
- Церковь иконы Божией Матери Знамение в Спешнево-Подлесном
- Церковь Рождества Христова в Перехвали
- Церковь Космы и Дамиана в Сугробах
- Никольская церковь в Новоникольском
- Церковь Димитрия Солунского в Избищах

## Археология
В Данковском районе находится Долговская стоянка поздненеолитической рязанско-долговской культуры (4 — 3 тыс. до н. э.). Долговская стоянка была открыта в 1960 году при раскопках археологов на правом берегу Дона у села Долгое.

## Фотографии

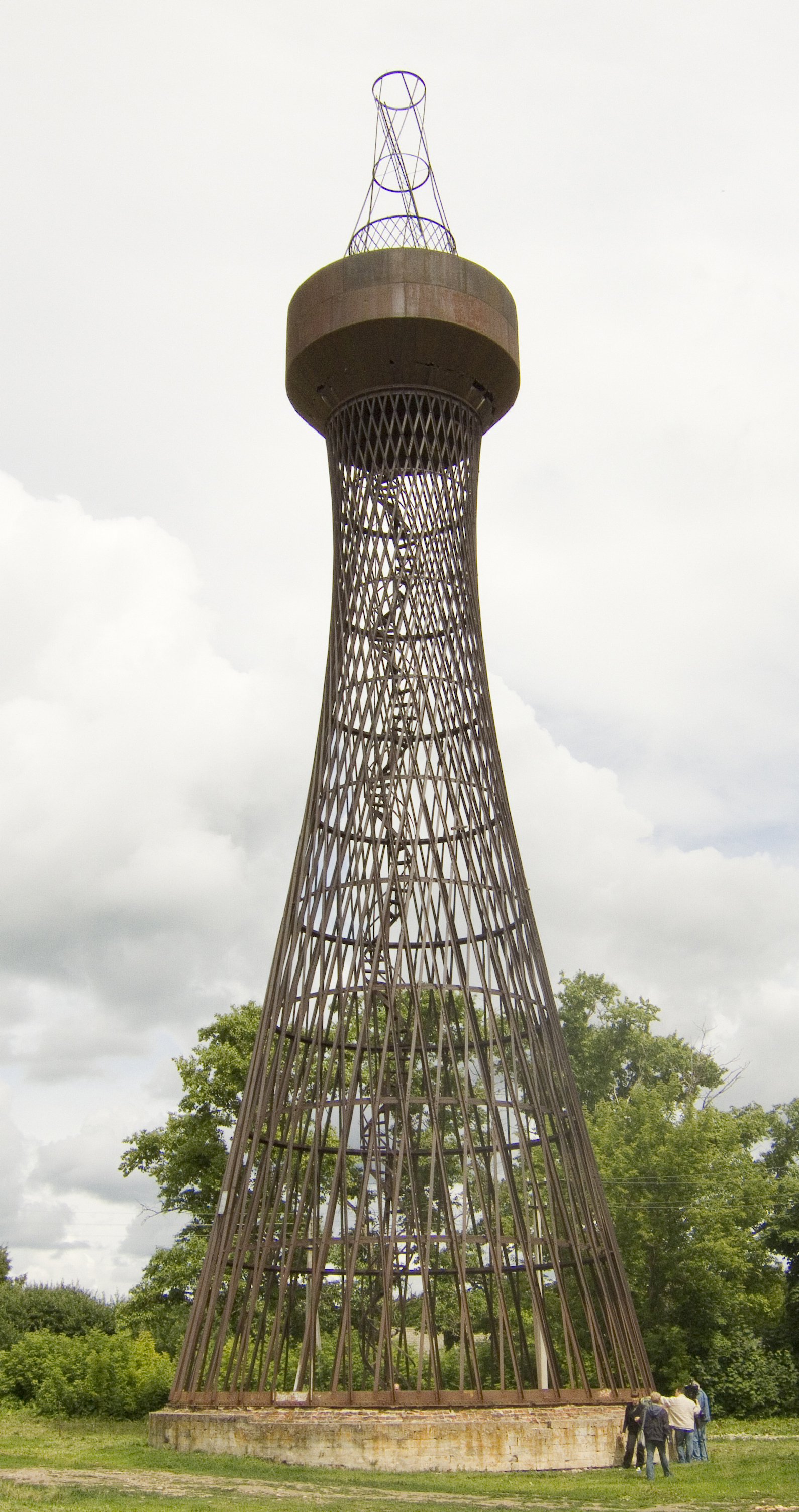
Первая в мире гиперболоидная башня В. Г. Шухова в Полибине, 2009
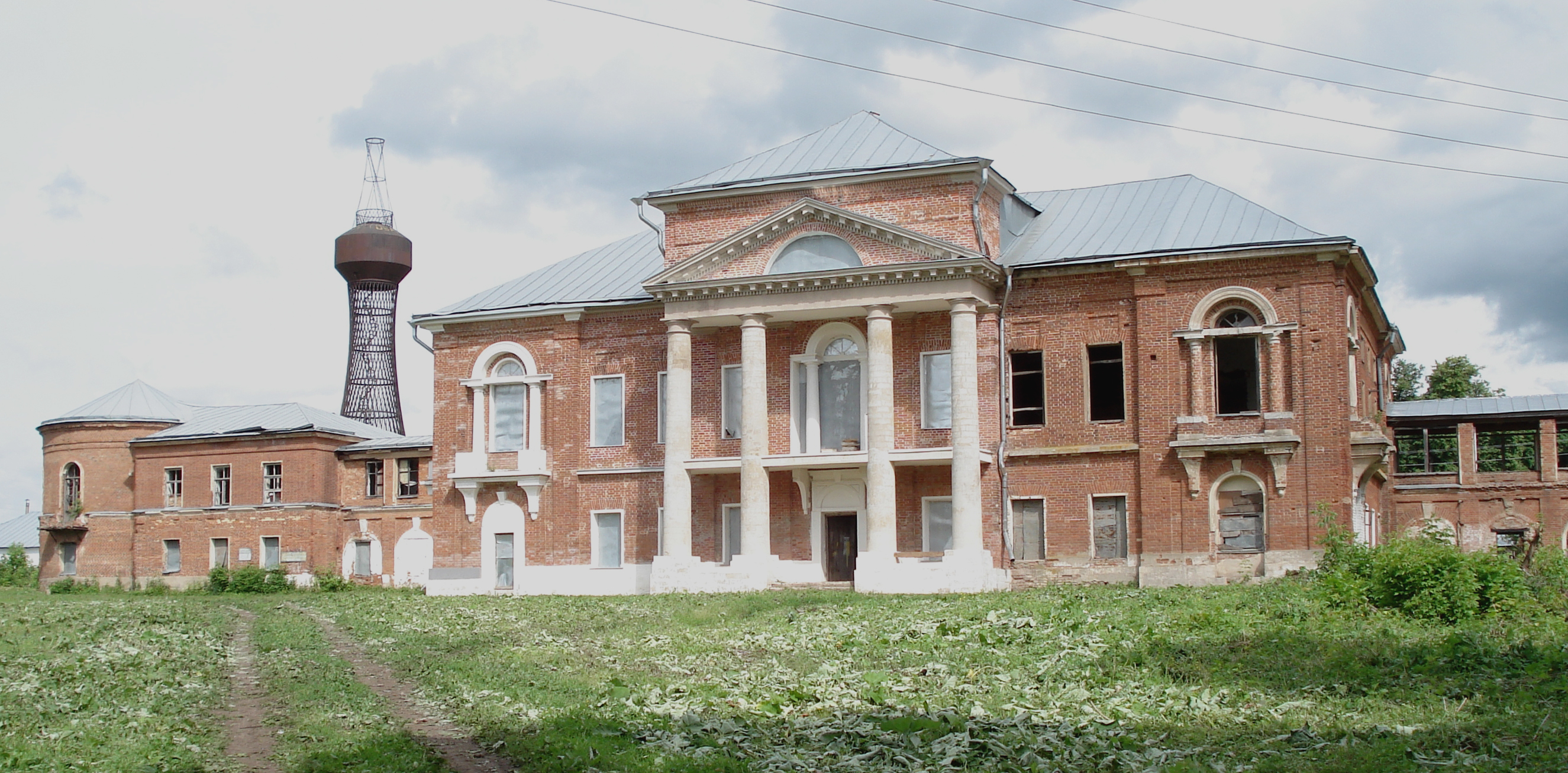
Дворец Нечаевых, конец XVIII века, архитектор В. И. Баженов
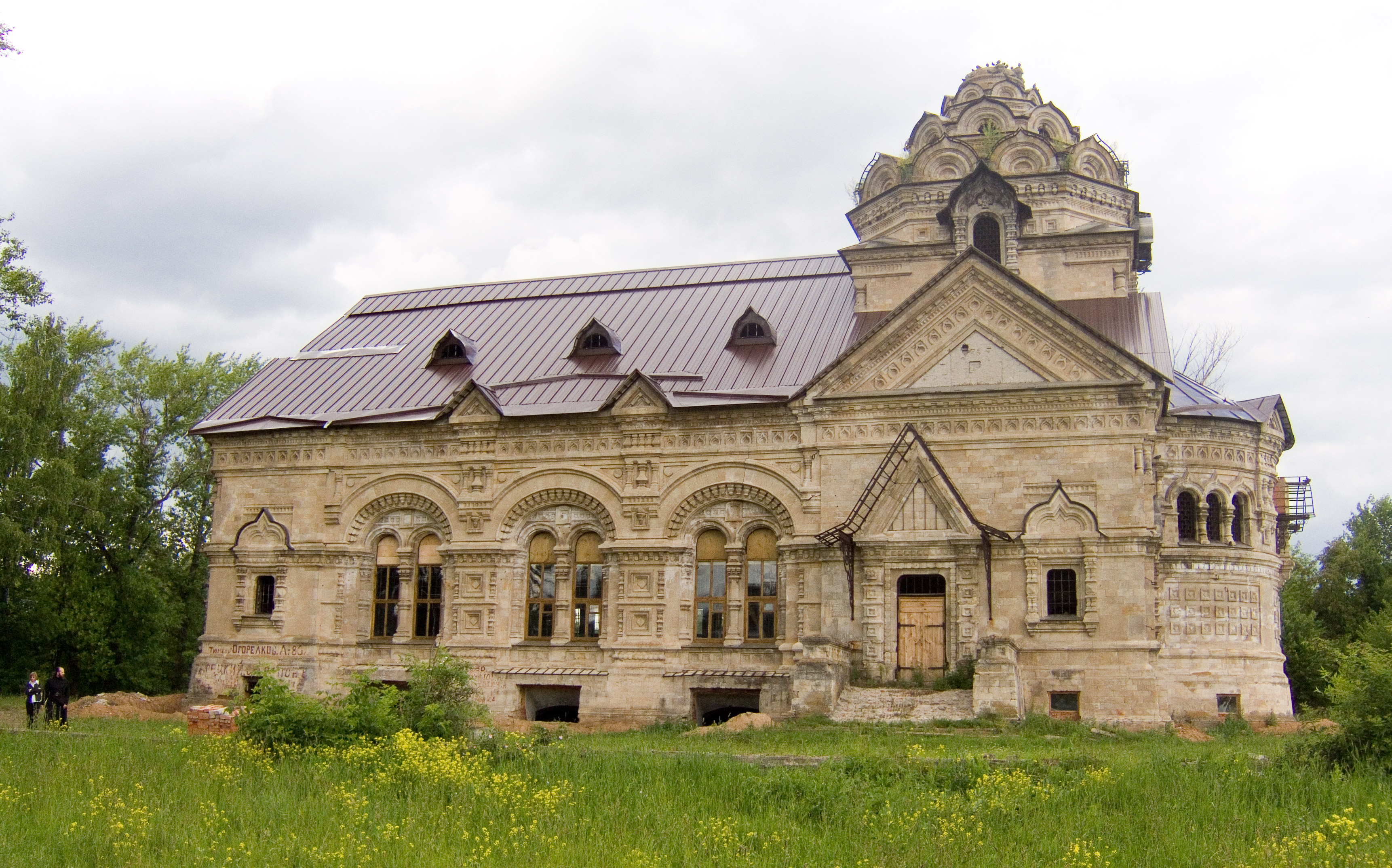
Храм Димитрия Солунского в Березовке
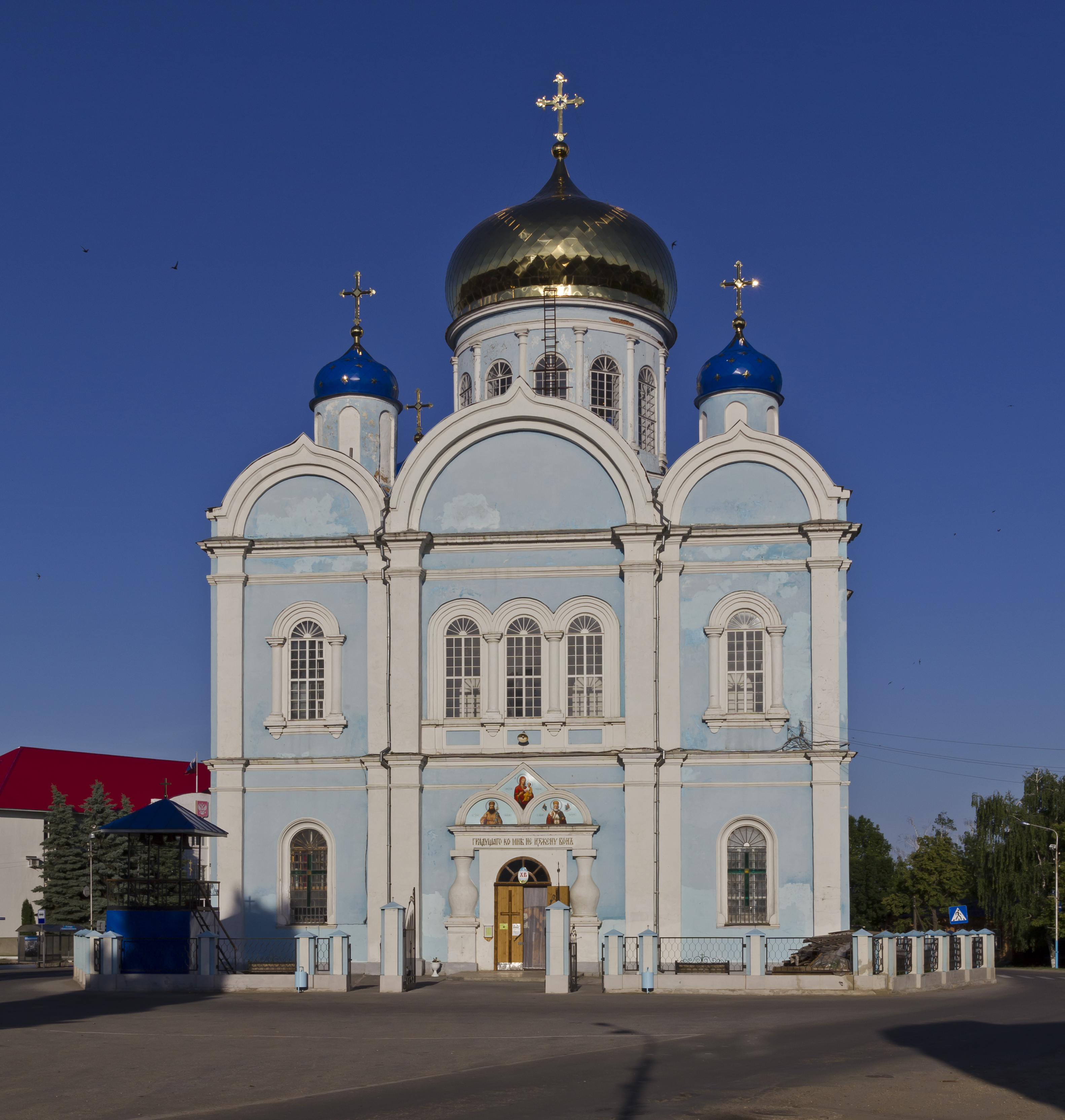
Тихвинский собор в Данкове
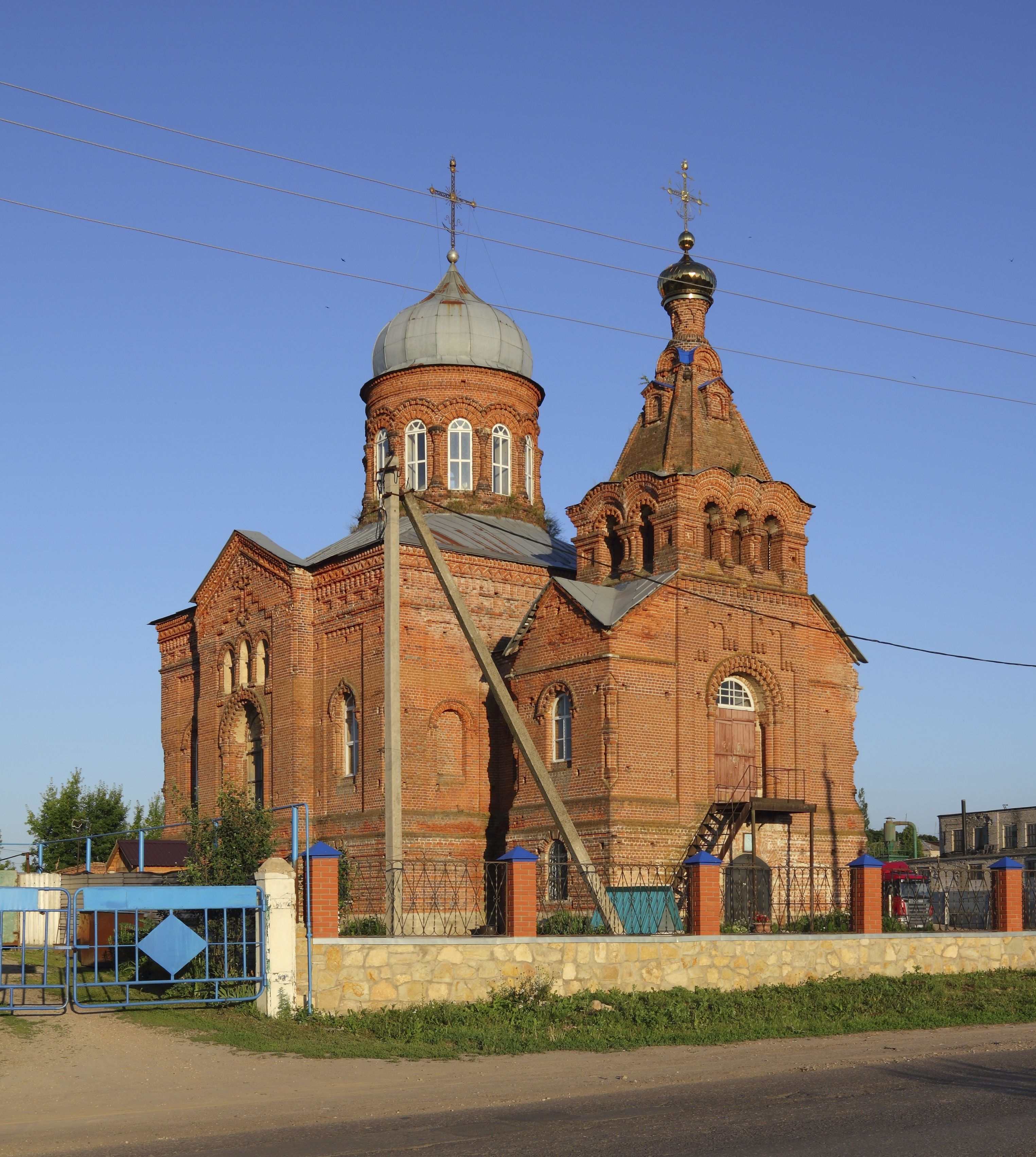
Церковь Рождества Христова в Данкове